# Marie Takvam
Marie Takvam (Ørsta, 6 de diciembre de 1926 - Lier, 28 de enero de 2008) fue una escritora, poeta y actriz noruega que ha incursionado principalmente en los géneros de la novela y poesía; de hecho, una de sus primeras publicaciones fue la colección Dåp under sju stjerner en 1952. Fue una de las poetisas más destacadas de las décadas de 1940 y 1950 junto a Astrid Hjertenaes Andersen, Magli Elster y Astrid Tollefsen. En 1983 recibió el Premio Dobloug de la Academia Sueca.

## Obras
- Dåp under sju stjerner – poesía 1952
- Syngjande kjelder – poesía 1954
- Signal – poesía 1959
- Marie og katten i Venezia – literatura infantil 1960
- Merke etter liv – poesía 1962
- Mosaikk i lys – poesía 1965
- Idun – drama 1967
- Brød og tran – poesía 1969
- Auger, hender – poesía 1975
- Dansaren – novela 1975
- poesía i utval – 1976
- Falle og reise seg att – poesía 1980
- Brevet frå Alexandra – novela 1981
- Eg har røter i jord – selección de poemas 1981
- Aldrande drabantby – poesía 1987
- Rognebær – poesía 1990
- Dikt i samling – 1997

## Participación en teatro
- Fjellet – radioteatro, NRK 1957
- Idun – obra en tres actos 1967